# Michail Tal

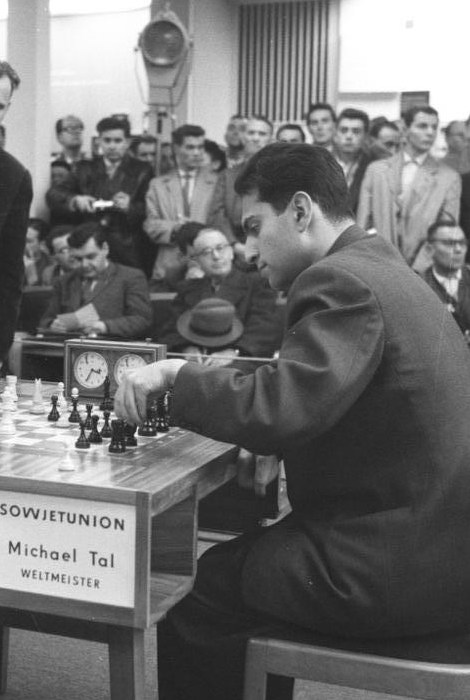
Olympiade Leipzig (1960)

Michail Nechemevitsj Tal (Lets: Mihails Tāls) (Riga, 9 november 1936 – Moskou, 28 juni 1992) was een Lets schaker en de achtste wereldkampioen.
Hij leerde de regels van het schaakspel toen hij 7 jaar oud was. Vanaf het midden van de jaren vijftig begon hij aan een razendsnelle opmars naar de wereldtop. In 1956 bereikte hij voor het eerst de finale van het kampioenschap van de Sovjet-Unie en werd daarin vijfde. In 1957 won hij dit kampioenschap en werd hij door de FIDE tot grootmeester benoemd. In 1958 werd hij wederom kampioen van de Sovjet-Unie en won hij het Interzone-toernooi van Portorož. In 1959 won hij het kandidatentoernooi en verwierf zo het recht om tegen Michail Botvinnik om het wereldkampioenschap te spelen. Tal won de in 1960 gespeelde match met 12½-8½ en werd zodoende wereldkampioen.
Tal trok niet alleen de aandacht door de snelheid van zijn opkomst, maar ook door zijn bijzonder aanvallende speelstijl. De “Tovenaar van Riga” speelde offers die niemand zou durven en ook niet altijd correct waren.
In 1961 moest hij de titel weer aan Botvinnik teruggeven, nadat hij in de revanchematch met 8-13 was verslagen, waarmee hij de kortst regerende wereldkampioen was. In 1962 deed hij mee aan het kandidatentoernooi op Curaçao, maar moest zich wegens ziekte terugtrekken. In 1964 won hij (gedeeld) het Interzone-toernooi van Amsterdam en kon meedoen aan de nieuw ingestelde kandidatenmatches. In 1965 versloeg hij Lajos Portisch (5½-2½) en Bent Larsen (5½-4½), maar verloor de finale van Boris Spasski met 4-7. In volgende cyclus in 1968 won hij van Svetozar Gligorić met 5½-3½ en verloor van Viktor Kortsjnoj met 4½-5½.
Hierna speelde Tal geen grote rol meer in de strijd om het wereldkampioenschap, maar bleef een geducht toernooispeler. In 1967, 1972, 1974 en 1978 werd hij, al dan niet gedeeld, kampioen van de Sovjet-Unie. In 1979 won hij samen met Anatoli Karpov een buitengewoon sterk bezet toernooi in Montréal.
Hij stierf op 55-jarige leeftijd aan een nierziekte. Zijn ongezonde leefwijze heeft daar een bijdrage aan geleverd.

## Varianten vernoemd naar Tal
Tal blijft bekend door zijn variant in het Siciliaans:
1.e4 c5 2.Pf3 d6 3.d4 c×d4 4.P×d4 Pf6 5.Pc3 e6 6.f4 Pc6 7.Le3 Le7 8.Df3
| 8 | rd |    | bd | qd | kd |    |    | rd |
| 7 | pd | pd |    |    | bd | pd | pd | pd |
| 6 |    |    | nd | pd | pd | nd |    |    |
| 5 |    |    |    |    |    |    |    |    |
| 4 |    |    |    | nl | pl | pl |    |    |
| 3 |    |    | nl |    | bl | ql |    |    |
| 2 | pl | pl | pl |    |    |    | pl | pl |
| 1 | rl |    |    |    | kl | bl |    | rl |
|   | a  | b  | c  | d  | e  | f  | g  | h  |

## Nederlandse publicaties over Michail Tal
- S.H. Postma: Mikhail Tal, het schaakwonder. Landsmeer, 1960. Geen ISBN
- Hans Bouwmeester en B.J. Withuis: Michail Tal. Amsterdam, Ten Have, 1961. Geen ISBN
- Jos Timmer (samenst.): KRO schaaktweekamp 1988. Timman-Tal, 16-23 december. Matchboek. Hilversum, KRO, 1989. Geen ISBN
- Jan van Reek en Arend Booij: Michail Tal. Margraten, STES, 1998. ISBN 90-74827-36-5
- Jan Timman: Schakers. Portretten. Amsterdam, De Bezige Bij, 2012. ISBN 978-90-234-7144-8
- Genna Sosonko: En toen plotseling....een jonge man met een naam als een geweerschot! in Matten nummer 8 2010. ISBN 978-90-5691-331-1